# Димарне парі
«Димарне парі» (англ. The Smokestack Wager) — художній фільм 2004 року, знятий у Канаді Тоні Гайдсом.

## Сюжет
Фільм оповідає про день із життя чоловіка на ймення Боб Фейвор, який вирушає до Канади в пошуках молодої дівчини, котра хоче або й не хоче, щоб її знайшли.

## Цікаві факти
- Фільм є шістдесят п'ятим, що був відзнятий у рамках руху «Догма 95»[1]